# Manuel Osorio Manrique de Zúñiga

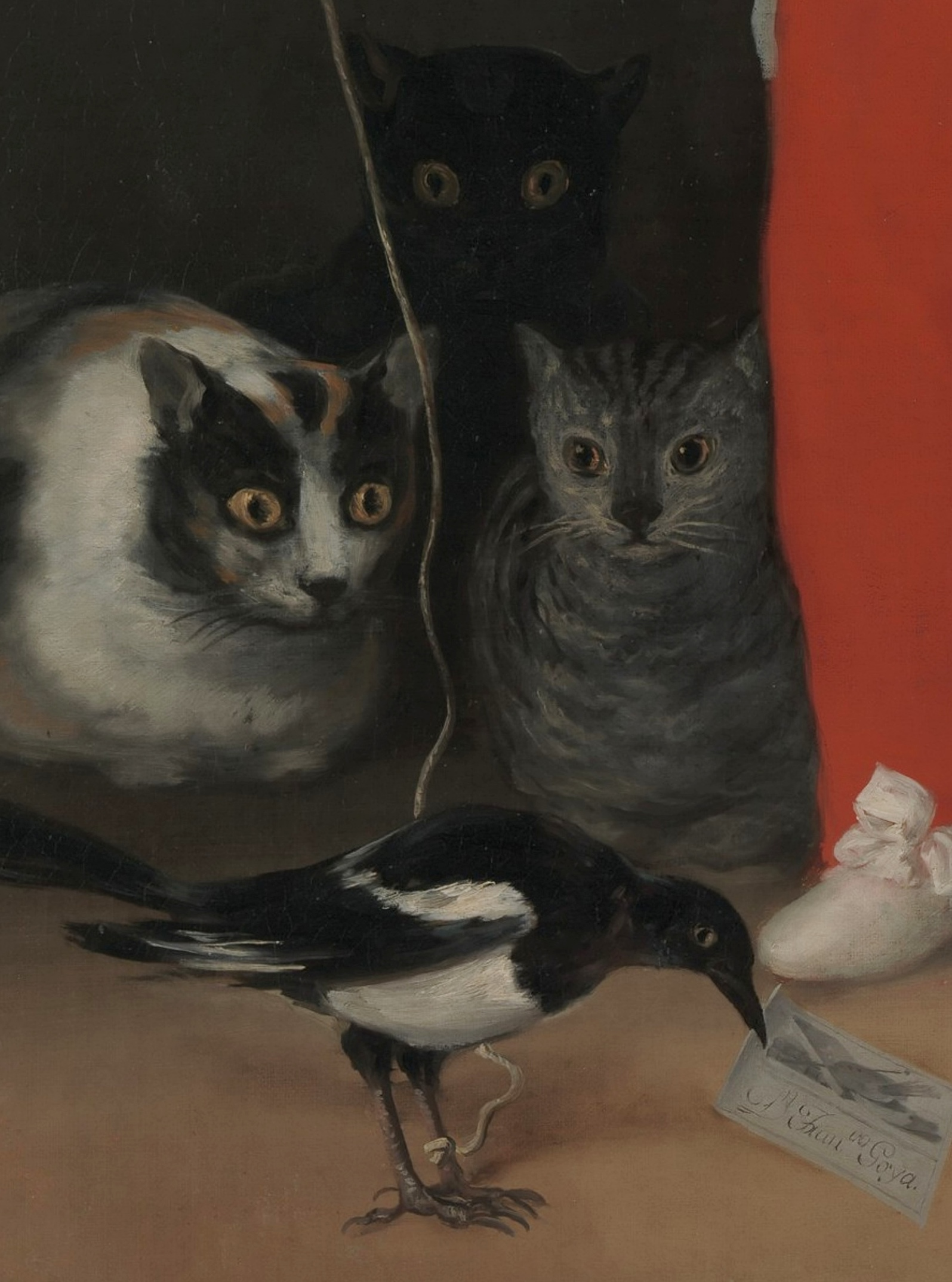
Sroka z wizytówką Goi w dziobie i czyhające na nią koty – fragment obrazu

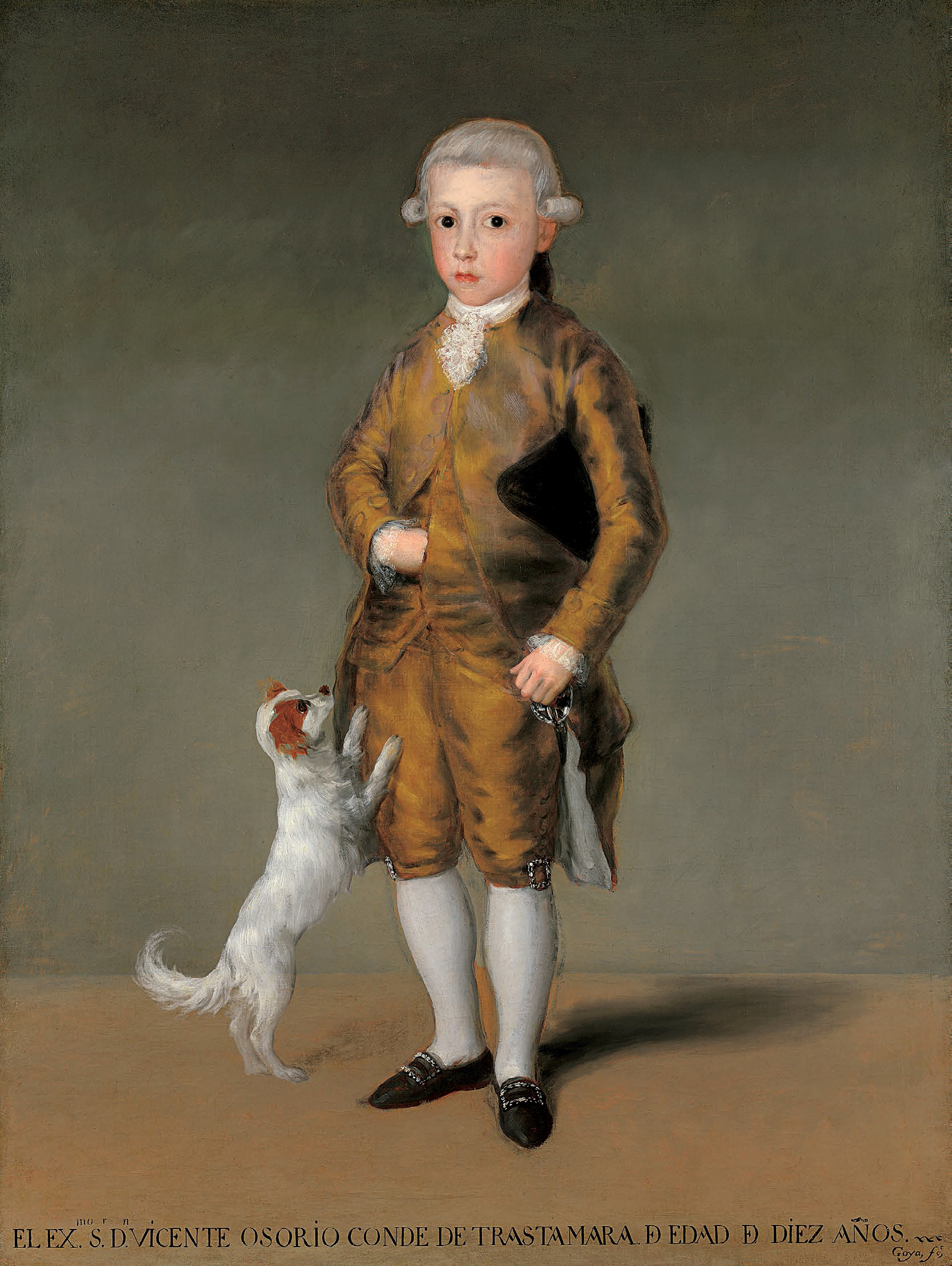
Vicente Osorio de Moscoso, hrabia Trastamara (1787–1788), starszy brat Manuela i dziedzic, przedstawiony przez Goyę w bardziej formalny, lecz wciąż czuły sposób

Manuel Osorio Manrique de Zúñiga (hiszp. Don Manuel Osorio Manrique de Zúñiga, niño) – obraz olejny hiszpańskiego malarza Francisca Goi (1746–1828) przedstawiający małego chłopca z arystokratycznej rodziny Altamira. Powstałe w tym samym czasie wizerunki Manuela oraz jego starszego brata Vicentego są uważane za najbardziej udane portrety dziecięce w karierze malarza.
Portret interpretowany jako ilustracja dziecięcej wrażliwości i niewinności lub granicy, która oddziela niewinny świat dzieci od niebezpieczeństw świata zewnętrznego. Obraz jest eksponowany w Metropolitan Museum of Art w Nowym Jorku.

## Okoliczności powstania
W 1785, za pośrednictwem Ceána Bermúdeza, Goya otrzymał zamówienie na portrety dyrektorów nowo powstałego Banco de San Carlos, instytucji finansowej poprzedzającej obecny Bank Hiszpanii. Jednym z nich był Vicente Joaquín Osorio de Moscoso y Guzmán, hrabia Altamira. Zadowolony ze swojego portretu hrabia zatrudnił Goyę, wówczas oficjalnego malarza Karola III, do sportretowania swojej najbliższej rodziny. Prace miały zdobić nowo wybudowany pałac hrabiego znajdujący się w centrum Madrytu. Na przełomie lat 1787–1788 Goya namalował trzy obrazy: sportretował hrabinę z córką, Vicentego, najstarszego żyjącego syna hrabiów oraz młodszego syna Manuela.
Manuel był czwartym z ośmiorga dzieci hrabiego. Urodził się w kwietniu 1784 i zmarł w wieku 8 lat, 12 czerwca 1792. W czasie kiedy malował go Goya miał 4 lata. W tym samym roku co Manuel urodził się syn Goi, Javier – jedyne spośród sześciorga dzieci artysty, które dożyło dorosłego wieku. Goya przelał czułość do własnego dziecka, a jednocześnie świadomość kruchości dziecięcego życia na portret arystokratycznego rówieśnika swojego syna.
Hrabia Altamira korzystał wcześniej z usług malarza Agustina Esteve, który sportretował jego starszych synów – Francisca Javiera i Juana Marię. Obaj chłopcy zmarli w 1785 w wieku 9 i 5 lat, co mogło wpłynąć na decyzję pary hrabiowskiej o zmianie portrecisty.

## Opis obrazu
Chłopiec stoi w statycznej pozie pośród domowej menażerii. Jego twarz jest blada, a spojrzenie dużych, brązowych oczu wydaje się smutne. Jest ubrany, zgodnie z ówczesną modą, w kombinezon z jaskrawoczerwonego jedwabiu z białym kołnierzem i mankietami oraz szeroką szarfą ze srebrnej satyny. Białe buciki są ozdobione dużymi kokardami. Strój i zabawki chłopca świadczą o jego szlacheckim pochodzeniu. W rękach ma sznurek, na którym trzyma oswojoną srokę. Wpatrują się w nią trzy koty siedzące u stóp chłopca, ich wielkie oczy skupione są na możliwej zdobyczy. Na podłodze stoi klatka ze szczygłami. W dziobie sroki Goya umieścił swoją wizytówkę, na której widnieją także atrybuty malarza: paleta i pędzle.
Brunatno-oliwkowe tło wydobywa czerwień stroju, a jednocześnie dzieli obraz na dwie strefy: jasną za głową chłopca, i ciemną u jego stóp, gdzie ukrywają się czyhające na ptaki koty.
Inskrypcja na obrazie głosi: EL Sr. Dn. MANVEL OSORIO MANRRIQVE DE ZVÑIGA Sr. DE GINES NACIO EN ABR A II DE 1784 (Señor Don Manuel Osorio Manrique de Zuñiga, señor de Ginés [Wyspy Kanaryjskie], urodzony 11 kwietnia, 1784). Skromny tytuł chłopca „señor de Ginés” został mu nadany przez ojca.

## Interpretacja i kontekst
W hiszpańskim malarstwie epoki rzadko portretowano dzieci. Obowiązywał sztywny model; dzieci przedstawiano niczym pozbawione emocji lalki oraz pomniejszone wersje dorosłych. Goya portretował dzieci w sposób bardziej naturalny, w miarę możliwości odchodząc od sztywnych konwencji i tradycji, którym hołdował m.in. współczesny malarzowi Agustín Esteve. Nieformalny, wręcz poufały charakter wyróżnia wizerunek Manuela spośród portretów członków rodziny Altamira oraz innych portretów dziecięcych epoki. Ponieważ Manuel nie był dziedzicem hrabiego Altamiry, Goya mógł przedstawić go w dziecięcym ubraniu, w czasie zabawy. Jednak starszy brat chłopca, Vicente, został przez Goyę namalowany w stroju właściwym dorosłemu mężczyźnie i w peruce. Malarz złagodził jednak oficjalny charakter portretu dodając pieska skaczącego na nogi młodego panicza.
Goya, malując portrety dzieci, przedstawiał je zwykle z zabawką lub domowym zwierzątkiem. Na portrecie Manuela pojawiają się udomowione koty i ptaki: typowe zwierzęta towarzyszące dzieciom w hiszpańskich domach szlacheckich. Podobne elementy stosowali mistrzowie Goi, portretując młodych arystokratów – Velázquez (Filip Szczęśliwy, książę Asturii jako mały chłopiec z pieskiem, 1659) i Mengs (Arcyksiężna Maria Teresa Austriacka jako dziewczynka z papugą w klatce, 1659). Kot czyhający na ptaka w klatce pojawia się także na portrecie Dzieci Grahamów Williama Hogartha (1742), którego dzieła Goya znał z rycin.
Postać chłopca otoczonego zwierzętami dała podstawy do różnych interpretacji obrazu. W sztuce chrześcijańskiej ptaki często symbolizują duszę, w sztuce barokowej ptaki w klatce oznaczają niewinność. Claus Virch sugeruje, że drapieżne koty zestawione z ptakami na uwięzi symbolizują zło zagrażające niewinności dziecka. Wiedząc o przedwczesnej śmierci Manuela, niektórzy autorzy (np. John F. Moffitt) sugerowali, że obraz powstał pośmiertnie jako swoiste memento mori. Koty miałyby symbolizować zagrożenie dla życia chłopca, a ptaki w klatce oznaczają więzienie życia. Podobnie uważa William L. Pressly, który ponadto wiązał obraz z ikonografią chrześcijańską, gdzie chłopiec miałby symbolizować małego Chrystusa. Victor Chan uważa, że trzy koty symbolizują czas, przeznaczenie i fortunę, a obraz jest ilustracją ludzkiego przeznaczenia.
Xavier F. Salomon uważa powyższe interpretacje za zbyt wyszukane i pozbawione szerszego kontekstu. Jest mało prawdopodobne, aby portret powstał po śmierci Manuela. Śmiertelność wśród dzieci była wysoka i nie było zwyczaju portretowania zmarłych. Ponadto Manuel zmarł w wieku 8 lat, a na portrecie widzimy go znacznie młodszego. Salomon uważa, że koty miały wprowadzić do obrazu element komiczny, a nie złowieszczy. Śmierć i utrata niewinności nie wydają się zatem właściwą interpretacją, obraz przedstawia młodość i dzieciństwo Manuela. Oswojone zwierzęta mogą być również aluzją do trudu wychowywania dzieci, którego podejmują się rodzice. Manuela Mena sugeruje, że Goya odnosi się w ten sposób do bliskich mu oświeceniowych idei edukacji i pozytywnego wpływu kontaktu z naturą na dzieci.

## Proweniencja
Obraz należał do arystokratycznej rodziny Altamira, zdobił madrycki pałac razem z pozostałymi portretami członków rodziny namalowanymi przez Goyę i innych artystów. W 1878 został sprzedany do prywatnej kolekcji w Paryżu. Przynajmniej od 1903 obraz należał do francuskiego dramaturga Henriego Bernsteina. W 1924 Bernstein użył portretu jako jednego z elementów scenografii do swojej sztuki La Galerie de glaces wystawianej w Théâtre du Gymnase w Paryżu. W 1925 obraz zakupił brytyjski marszand Joseph Duveen, od którego rok później nabył go amerykański bankier i filantrop Jules Bache. Córka bankiera, Kathryn Bache Miller, zachwycona obrazem, pokazywała go w swoim mieszkaniu w Nowym Jorku. Kolekcja sztuki Bache’a, została na mocy jego testamentu przekazana do Metropolitan Museum of Art w 1949. Kathryn Bache korzystała z przywileju wystawiania obrazu w swoim mieszkaniu raz do roku, aż do swojej śmierci w 1979.